# Современная французская литература
Современная французская литература — произведения французской литературы, написанные с 2000 года по настоящее время.

## Общие сведения
К возникновению определённых литературных тенденций привели кризис современной Франции в экономической, политической, социальной сферах (неравноправие, иммиграция, безработица, расизм и т. п.), а также идея о том, что Франция утратила свою национальную самобытность и международный престиж из-за господства США, из-за открытых для культурного обмена границ Европейского союза и глобализации (или же мондиализации, фр. mondialisation, как говорят французы). Критики, в частности Нэнси Хьюстон, считают их новой формой отстранённого нигилизма, реминисценцией 50-х и 60-х гг. (С. Бэккет, Э. Чоран). Из представителей наиболее известен Мишель Уэльбек, чей роман «Элементарные частицы» (фр. Les particules élémentaires) вызвал международный резонанс и подвергся осуждению. В эссе «Учителя отчаяния» (фр. Professeurs de désespoir) Нэнси Хьюстон критикует Уэльбека за нигилизм и резко осуждает его романы в целом.
Хотя в некоторых произведениях вполне можно отыскать социально-политический контекст, в основном французские писатели предыдущих десятилетий утратили интерес к политической тематике, сосредоточившись (в отличие от 1930-х, 40-х гг. или поколения 1968 г.) на описании личных отношений и на жизненных историях. В современной литературе, за редким исключением (М. Уэльбек, М. Дантек), не наблюдается склонности критиковать окружающий мир или пытаться преобразовать его.
На протяжении последнего десятилетия у французских писателей появилась тенденция сознательно соединять собственную биографию с фантастикой (фр. Autofiction), чтобы наделить роман новыми чертами (напр., Кристин Анго). «Autofiction» — термин, предложенный Сержем Дубровски в 1977 г., — обозначает жанр автобиографии с элементами вымысла и чертами романтизма девятнадцатого века. К этому жанру можно отнести работы Алисы Ферней, Анни Эрно, Оливии Розенталь, Анны Вяземски и Василиса Алексакиса. Также к произведениям в духе «Autofiction» причисляют мемуары Катрин Милле «Сексуальная жизнь Катрины М.» написанные в 2000 г., которые подверглись жесткой критике из-за откровенного рассказа о сексуальном опыте автора.
Современными французскими писателями являются Джонатан Литтелл, Давид Фонкинос, Жан-Мишель Эспитайе, Кристоф Таркос, Оливье Кадьо, Хлоя Дэлом, Патрик Бувэ, Шарль Пенекуин, Натали Куинтан, Федерик-Ив Жанне, Нина Бурауи, Убри ле Дьё, Арно Бертина, Эдуар Леве, Мартен Паж, Бруно Гибле, Кристоф Фиа, Тристан Гарсия и др.
Многие из популярных произведений на французском языке написаны авторами из бывших французских колоний или стран Франкофонии. Так, к литературе Франкофонии относят романы Ахмаду Курумы (Кот-д’Ивуар), Тахара Бен Желлуна (Марокко), Патрика Шамуазо (Мартиника), Амина Маалуфа (Ливан), Мехди Бельхадж Кейсема (Тунис) и Ассию Джебар (Алжир).
Во Франции существует ряд значимых наград в области литературы: Большая премия Французской академии за роман, Премия Декабрь, Премия Фемина, Премия Флоры, Гонкуровская премия, Межсоюзная премия, Премия Медичи и Премия Ренодо. В 2011 г. была учреждена Премия литературных премий, призёра которой выбирают среди обладателей вышеназванных наград.
С начала XXI века два французских автора стали лауреатами Нобелевской премии по литературе: Жан-Мари Гюстав Леклезио (2008) и Патрик Модиано (2014).

## Представители еxtrême contemporain во Франции
Термином extrême contemporain (чит. прибл. «экстрэм контампорэн», дословно — «сверхсовременная [литература]») обозначают литературные произведения, опубликованные за последние десять лет. Таким образом, понятие является относительным и «скользит» во времени.
Впервые термин употребил французский писатель Мишель Шеллу в 1989 г. Под этим простым и удобным определением скрывается сложная и хаотичная литературная ситуация, как с точки зрения хронологии (границы направления постоянно сдвигаются), так и с точки зрения неоднородности современной французской литературы. Из этого следует, что extrême contemporain вбирает в себя литературу всевозможных видов и жанров. Произведения последних лет неравноценны по качеству. В условиях, когда текстов различного характера становится все больше, любая классификация будет неточной и неполной.
Вследствие этого определять термин extrême contemporain как литературное направление было бы неверно: этот термин удобен критикам, но не самим авторам.
Явление extrême contemporain можно рассматривать как плеяду авторов, творчество которых трудно оценить по единым критериям. В некоторых случаях её авторы следуют «эстетике отрывков»: дробят повествование или отдают предпочтение коротким предложениям, как у Паскаля Киньяра. Эффект обрывочной информации достигается также использованием хаотичного словесного потока, потока сознания, тропизмов, повторов и внутренней речи персонажей. Авторы ищут способы самовыражения и ставят под сомнение не только необходимость жанра романа, но и саму его форму, предпочитая форму простого воспроизведения (фр. récit). В более поздних работах, например, у Пьера Бергунью, происходит возвращение в реальность: читатель становится свидетелем культурного разобщения старшего и младшего поколений; Франсуа Бон описывает социальное отторжение; многие авторы детективов, в частности, Жан-Патрик Маншетт и Дидье Даенинкс, описывают социальную и политическую реальность, то же делает Морис Жорж Дантек в его произведениях на стыке шпионского романа и научной фантастики; с другой стороны, Анни Эрно в манере écriture plate (досл. с фр. «гладкое письмо») пытается стереть границы между реальностью и повествованием.
Субъекты показаны в постоянном состоянии кризиса. Однако авторы также обращаются к повседневности и привычным действиям: пишут о пожилых людях, к которым литература не так внимательна. Обыденность и повседневность выражаются в новом типе минимализма: от фантастической биографии простых людей в «Мизерных жизнях» Пьера Мишона до «Маленьких удовольствий» Филиппа Делерма. Примеры минимализма можно найти и в избитости сюжета, и в малых формах, и в чётко выверенных фразах. С одной стороны, героизированные персонажи пытаются построить собственную жизнь среди бесчувственной реальности и, оказавшись на маргинесе, создают себя сами. С другой стороны, «отрицательный минимализм» тоже имеет место: персонажи не желают разрешать ни социальные, ни личностные трудности.